# Championnat de France de football américain 1999
Navigation
Saison 1998 Saison 2000
La saison 1999 du casque de diamant est la 18e saison du championnat de France de football américain. Elle voit le sacre des Argonautes d'Aix-en-Provence.

## Classement général
| Qualifié en play-offs |

| Qualifié en play-offs Relégué en casque d'or |

| Relégué en casque d'or |

| Poule Nord               |      |      |      |     |          |            |
| Club                     | Vic. | Nuls | Déf. | Pts | Pts pour | Pts contre |
| Flash de La Courneuve    | 10   | 0    | 0    | 30  | 242      | 52         |
| Molosses d'Asnières      | 8    | 0    | 2    | 24  | 282      | 147        |
| Templiers d'Elancourt    | 6    | 0    | 4    | 22  | 191      | 133        |
| Voyageurs d’Évry         | 3    | 1    | 6    | 17  | 72       | 230        |
| Spartiates d'Amiens      | 2    | 0    | 8    | 14  | 80       | 197        |
| Mousquetaires du Plessis | 0    | 1    | 9    | 11  | 37       | 145        |

| Poule Sud           |      |      |      |     |          |            |
| Club                | Vic. | Nuls | Déf. | Pts | Pts pour | Pts contre |
| Argonautes d'Aix    | 5    | 0    | 1    | 15  | 169      | 42         |
| Panthers de Thonon  | 4    | 0    | 2    | 12  | 112      | 113        |
| Orcs de Châteauroux | 1    | 0    | 4    | 3   | 62       | 103        |
| Iron Mask de Cannes | 1    | 0    | 4    | 3   | 46       | 131        |

## Calendrier / Résultats
| 1re journée (31 janvier 1999) - Flash 6 - 0 Templiers - Molosses 21 - 0 Spartiates - Mousquetaires 7 - 7 Voyageurs 2e journée (15 février 1999) - Spartiates 12 - 13 Templiers - Voyageurs 0 - 19 Flash - Molosses 34 - 6 Mousquetaires 3e journée (22 février 1999) - Flash 30 - 20 Molosses - Templiers 31 - 0 Voyageurs - Mousquetaires 0 - 7 Spartiates 4e journée (1er mars 1999) - Flash 28 - 6 Mousquetaires - Voyageurs 6 - 0 Spartiates - Templiers 14 - 27 Molosses 5e journée (14 mars 1999) - Spartiates 7 - 22 Flash - Molosses 35 - 22 Voyageurs - Mousquetaires 12 - 41 Templiers 6e journée (23 et 29 mars 1999) - Spartiates 27 - 49 Molosses - Voyageurs Forfait (1) Mousquetaires - Templiers 7 - 27 Flash 7e journée (6 mars et 4 avril 1999) - Flash 62 - 0 Voyageurs - Templiers 41 - 9 Spartiates - Mousquetaires 6 - 28 Molosses 8e journée (18 avril 1999) - Spartiates Forfait (1) Mousquetaires - Voyageurs 16 - 26 Templiers - Molosses 0 - 18 Flash 9e journée (24 et 25 avril 1999) - Spartiates 6 - 15 Voyageurs - Molosses 24 - 18 Templiers - Mousquetaires Forfait (1) Flash 10e journée (8 et 16 mai 1999) - Flash 30 - 12 Spartiates - Voyageurs 6 - 44 Molosses - Templiers Forfait (1) Mousquetaires (1) Forfait des Mousquetaires du Plessis - Robinson. |  | 1re journée (14 mars 1999) - Black Panthers 21 - 12 Orcs - Argonautes 35 - 0 Iron Mask 2e journée (29 mars 1999) - Orcs 7 - 38 Argonautes - Iron Mask 26 - 40 Black Panthers 3e journée (4 avril 1999) - Orcs 30 - 0 Iron Mask - Black Panthers 7 - 22 Argonautes 4e journée (18 avril 1999) - Iron Mask 14 - 13 Argonautes - Orcs 13 - 17 Black Panthers 5e journée (24 et 25 avril 1999) - Argonautes 27 - 0 Orcs - Black Panthers 13 - 6 Iron Mask 6e journée (9 et 16 mai 1999) - Argonautes 34 - 14 Black Panthers - Iron Mask Forfait (2) Orcs (2) Forfait des Iron Mask de Cannes. |

## Play-offs

### Quarts de finale
- 22 mai 1999 :

Flash 34 - 16 Voyageurs
- 23 mai 1999 :

Argonautes Forfaits (2) Iron Mask
Black Panthers 41 - 0 Orcs
Molosses 37 - 7 Templiers

### Demi-finales
- 5 juin 1999 :

Flash 23 - 30 Molosses
- 6 juin 1999 :

Argonautes 31 - 07 Black Panthers

### Finale
- 20 juin 1999 à Aix-en-Provence au stade Georges-Carcassonne environ 1000 spectateurs :
  - Argonautes d'Aix-en-Provence 27 - 20 Molosses d'Asnières

## Sources
- (fr) Conf’Ouest
- (fr) Elitefoot